# Kroaten in der Slowakei

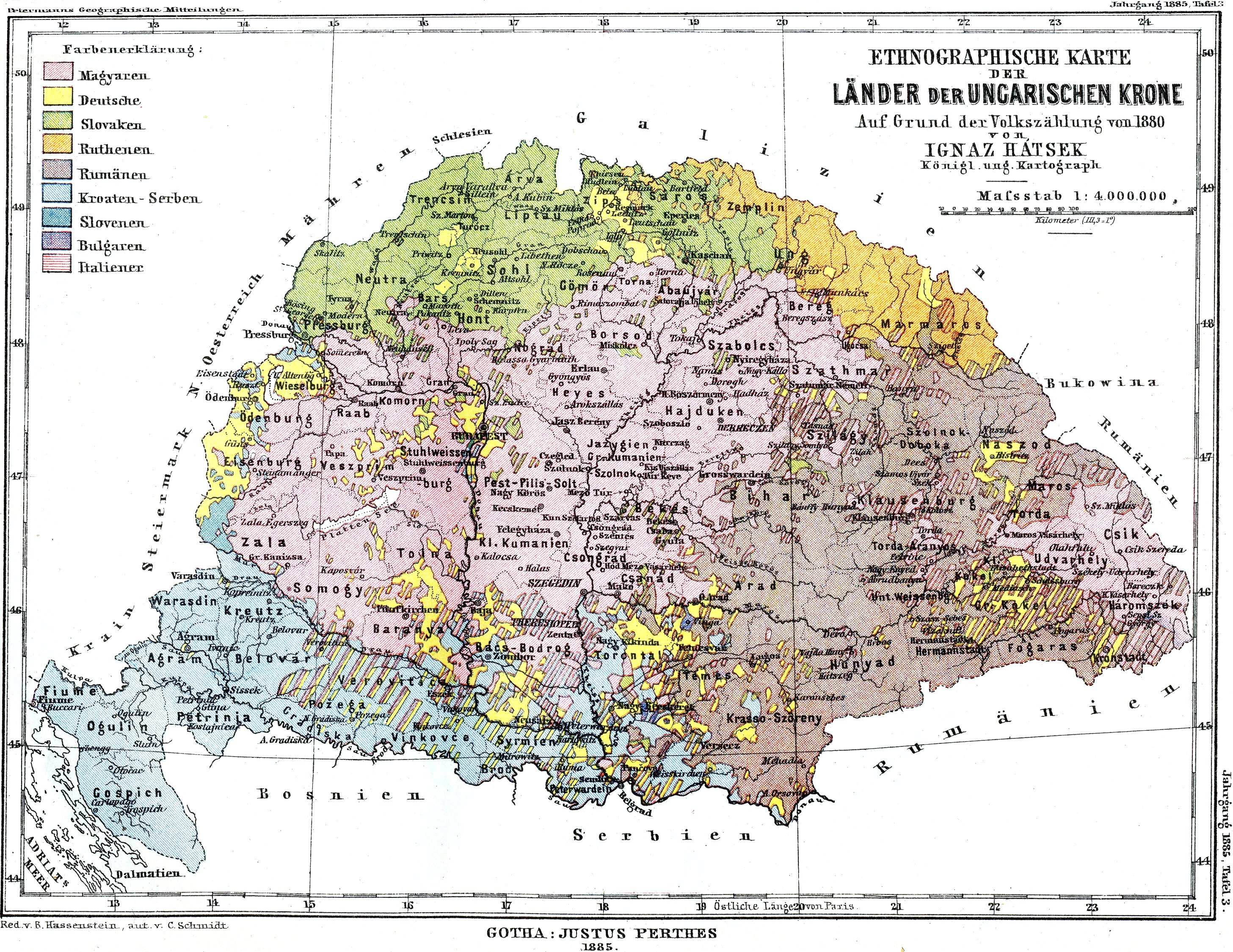
Ethnische Karte von Großungarn, in der auch die kroatischen Siedlungen in der Umgebung von Bratislava dargestellt sind

Die Kroaten in der Slowakei (kroat. Hrvati u Slovačkoj) sind eine ethnische Minderheit, die seit dem 16. Jahrhundert in der Slowakei ansässig ist. Sie sind Teil der Burgenlandkroaten im weiteren Sinn und sprechen  burgenlandkroatische Dialekte. Nach eigenen Angaben gibt es noch rund 3.000 Kroaten in der Slowakei, bei der Volkszählung des Jahres 2011 haben sich 1.022 Personen zu dieser Volksgruppe bekannt. Sie leben in fünf Dörfern nahe der Hauptstadt Bratislava, entgegen den Marchfeldkroaten westlich der March, die es de facto seit dem 19. Jahrhundert nicht mehr gibt. 

## Siedlungsgebiet und Sprache
Heute leben Kroaten in fünf Dörfern, die alle in oder in der Nähe der Hauptstadt Bratislava liegen: Devínska Nová Ves (kroat. Devinsko Novo Selo) am Nordwestrand und drei Dörfer südlich der Donau: Čunovo (Čunovo), Jarovce (Hrvatski Jandrof) und Rusovce (Rosvar). Diese vier Gemeinden sind seit 1972 Stadtteile von  Bratislava.
Chorvátsky Grob (Hrvatski Grob) liegt 15 km nordöstlich von Bratislava.
Die in der Slowakei gesprochenen Dialekte gehören alle zum Burgenlandkroatischen. Südlich der Donau spricht man den Haci-Dialekt, der auch im Nordburgenland und Ungarn vorkommt, in Devínska Nová Ves einen eigenen čakavischen Dialekt und in Chorvátsky Grob einen kajkawischen Dialekt.

## Geschichte

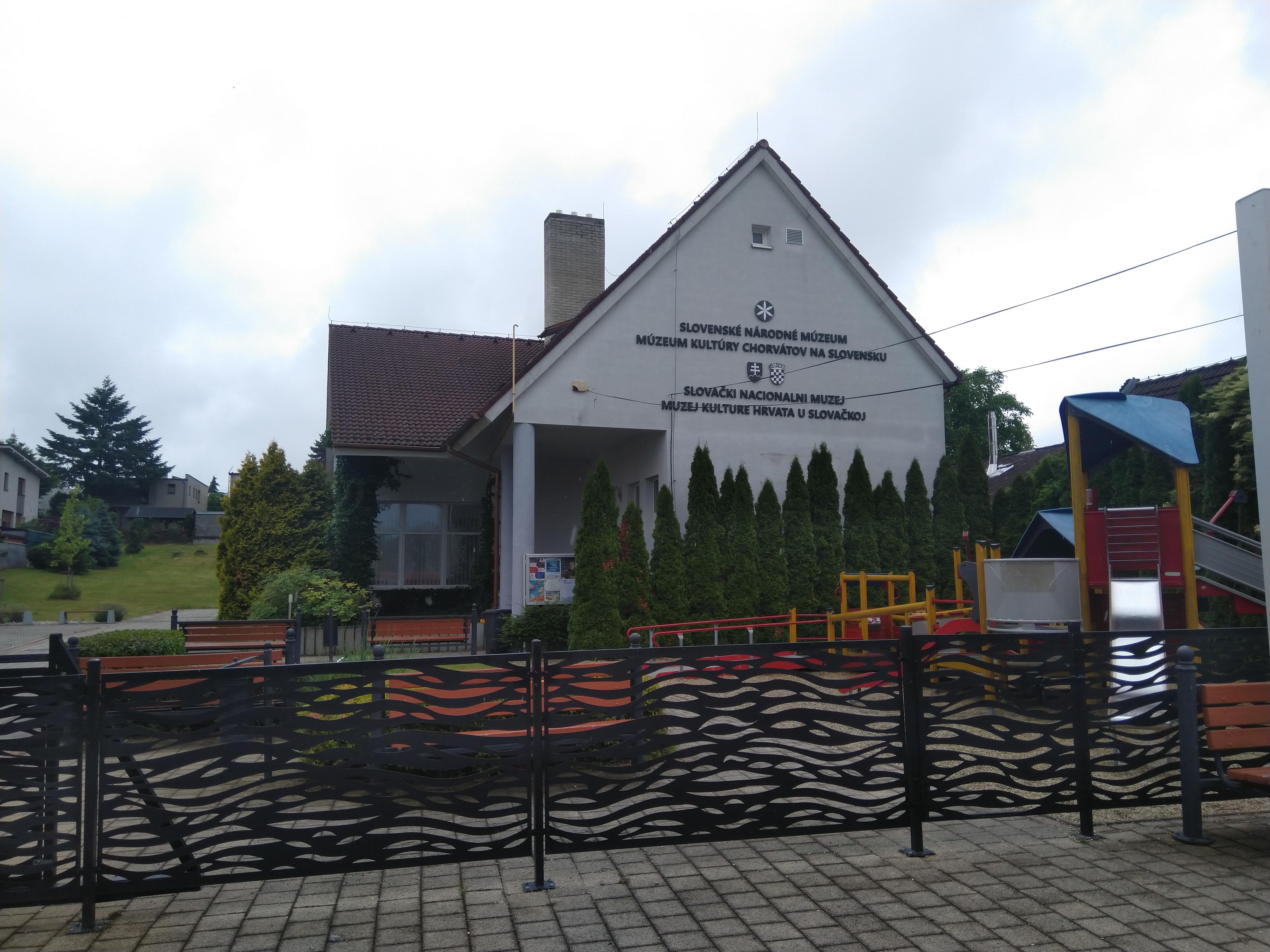
Museum der kroatischen Kultur in der Slowakei in Devínska Nová Ves

Die kroatischstämmige Bevölkerung der Slowakei siedelte sich im Laufe des 16. Jahrhunderts an. Sie ist mit den kroatischen Minderheiten im Burgenland und Südmähren eng verwandt. Erst am Anfang des 20. Jahrhunderts wurden die Kroaten in der Slowakei durch die neuen Grenzen zu Ungarn und Österreich von ihrer kroatischen Bevölkerungsgruppe im neuentstandenen Burgenland getrennt. 
In der Zwischenkriegszeit lagen nur Devínska Nová Ves und Chorvátsky Grob auf slowakischem Territorium, 1947 folgten die Dörfer südlich der Donau.
Die Kroaten dieser drei Dörfer haben ihr kulturelles Erbe lange bewahren und erhalten können. 
Auch um die slowakische Stadt Trnava siedelten sich im Laufe des 16. Jahrhunderts eine größere Anzahl Kroaten an. Hier setzte durch das slowakische Umfeld und die sprachliche Ähnlichkeit der Assimilierungsprozess schneller ein. Bis in das 20. Jahrhundert hinein blieb die kroatischstämmige Bevölkerung überwiegend in den Ortschaften von Chorvátsky Grob (kroat. Hrvatski Grob)  und Šenkvice ansässig. Unter der Politik der Tschechoslowakei und später der ČSSR wurde der Gebrauch der kroatischen Sprache in Kulturvereinen und Gottesdiensten nicht gestattet. Die kroatische Minderheit in den Dörfern von Chorvatsky Grob und Šenkvice unterhalten enge Beziehungen zur kroatischen Stadt Hrvatska Kostajnica aus der ihre Vorfahren vor mehr als 400 Jahren emigriert sind.